# David Lively
David Lively (Mooreland (Oklahoma), 23 augustus 1949) is een klassiek pianist. Hij werd in Amerika geboren, maar woont en werkt voornamelijk in Europa en heeft inmiddels de Franse nationaliteit.
Zijn carrière begon op zijn 14e met een uitvoering van het eerste pianoconcert van Aram Chatsjatoerjan, samen met het symfonieorkest van Saint-Louis.
En 1972 nam hij deel aan de Koningin Elisabethwedstrijd, waar hij de vierde plaats behaalde. Later zou hij nog naar de wedstrijd terugkeren als jurylid, onder meer in 1999, 2003, 2010 en 2013.
Hij leidt het festival van Saint-Lizier in de Franse Pyreneeën.
Tevens is hij verbonden aan de "École normale de musique de Paris".

## Discografie
- César Franck: Integrale opname van zijn kamermuziek, uitgeverij Cypres Records
- Albert Huybrechts: Kamermuziek, eveneens bij Cypres
- Joseph Marx: Twee pianoconcerto's bij ASV
- Philippe Boesmans: Integrale van zijn pianowerk (Cypres)
- Aaron Copland: bij Etcetera Records
- Johannes Brahms: Sonate en fa klein, Opus 5, en "Ballades" Opus 10, bij Discover
- Sergej Rachmaninov: Pianoconcerti nr. 2 en 3, eveneens bij Discover
- Johann Sebastian Bach: Kunst de Fuge, Bnl
- Gabriel Fauré: Integrale opname van zijn Nocturnes bij Etcetera Records
- Wilhelm Furtwängler: Concerto symphonique bij Marco Polo
- Franz Liszt: Concerto nr. 1 en Hongaarse fantasie (Discover)
- Maurice Ravel, Igor Stravinsky: Le tombeau de Couperin, Petrouchka, Tango, Piano-Rag-Music bij  Deutsche Grammophon

- Bibliothèque nationale de France: cb138967188 (data)
- Gemeinsame Normdatei: 133456757
- International Standard Name Identifier: 0000 0000 5514 8839
- Library of Congress Control Number: n81013827
- MusicBrainz: d9ff05ca-f974-44e4-8171-5b320aadd092
- Nationale Bibliotheek van Tsjechië: xx0181084
- Nationale Bibliotheek van Israël: 987007396788805171
- Système universitaire de documentation: 177509201
- Virtual International Authority File: 65196894
- WorldCat: E39PBJfrQQqMm3JDrBRfv3pByd